# Tawułka
Tawułka, astilbe, zatawułka (Astilbe) – rodzaj roślin należący do rodziny skalnicowatych. Obejmuje 21 gatunków występujących we wschodniej Azji (od Himalajów po Japonię) oraz jeden gatunek (A. biternata) rosnący we wschodniej Ameryce Północnej w Appalachach. Wiele gatunków i mieszańców między nimi w licznych odmianach uprawianych jest jako rośliny ozdobne.

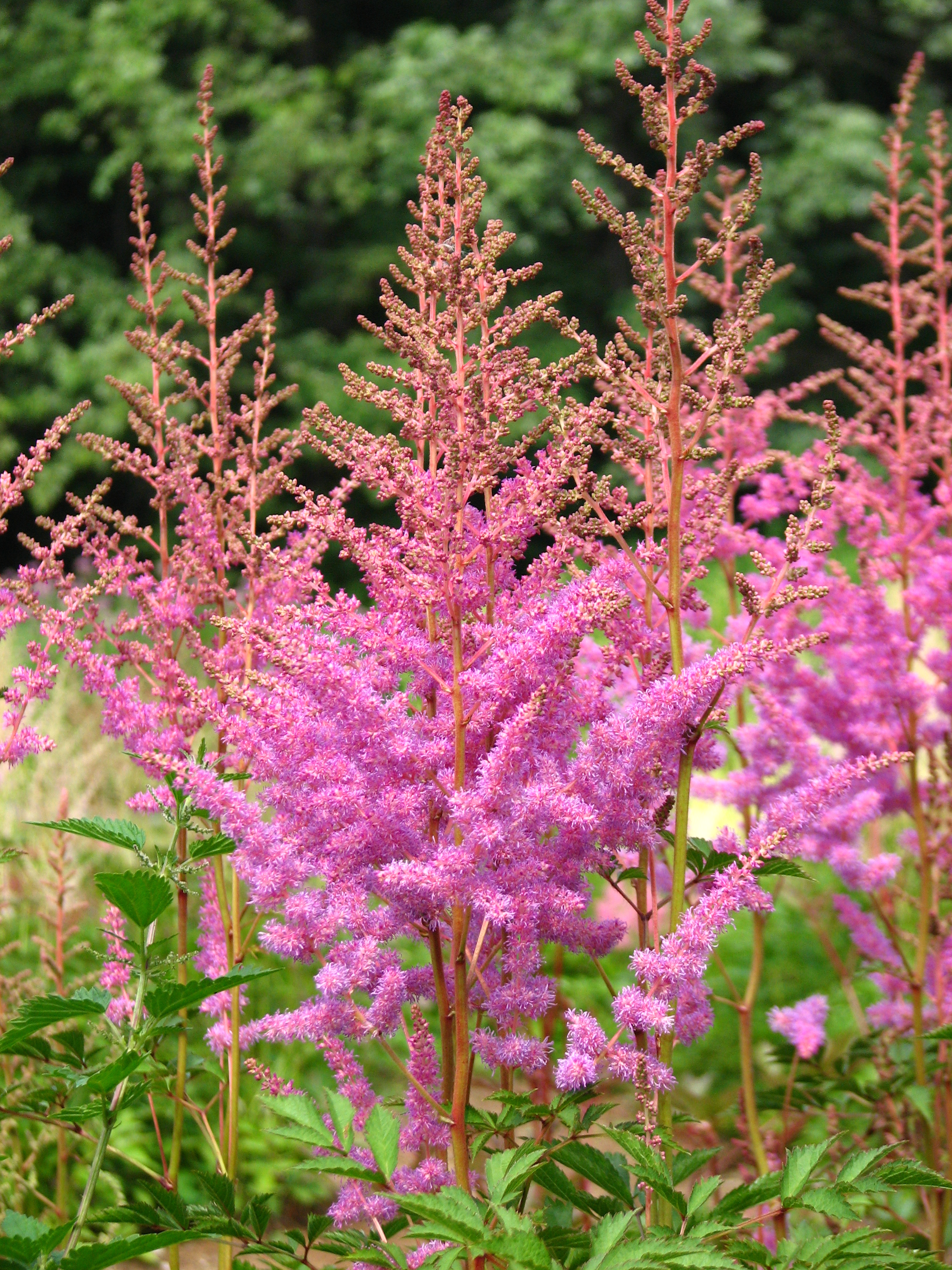
Kwiatostany tawułki mieszańcowej odmiany 'Amethyst'

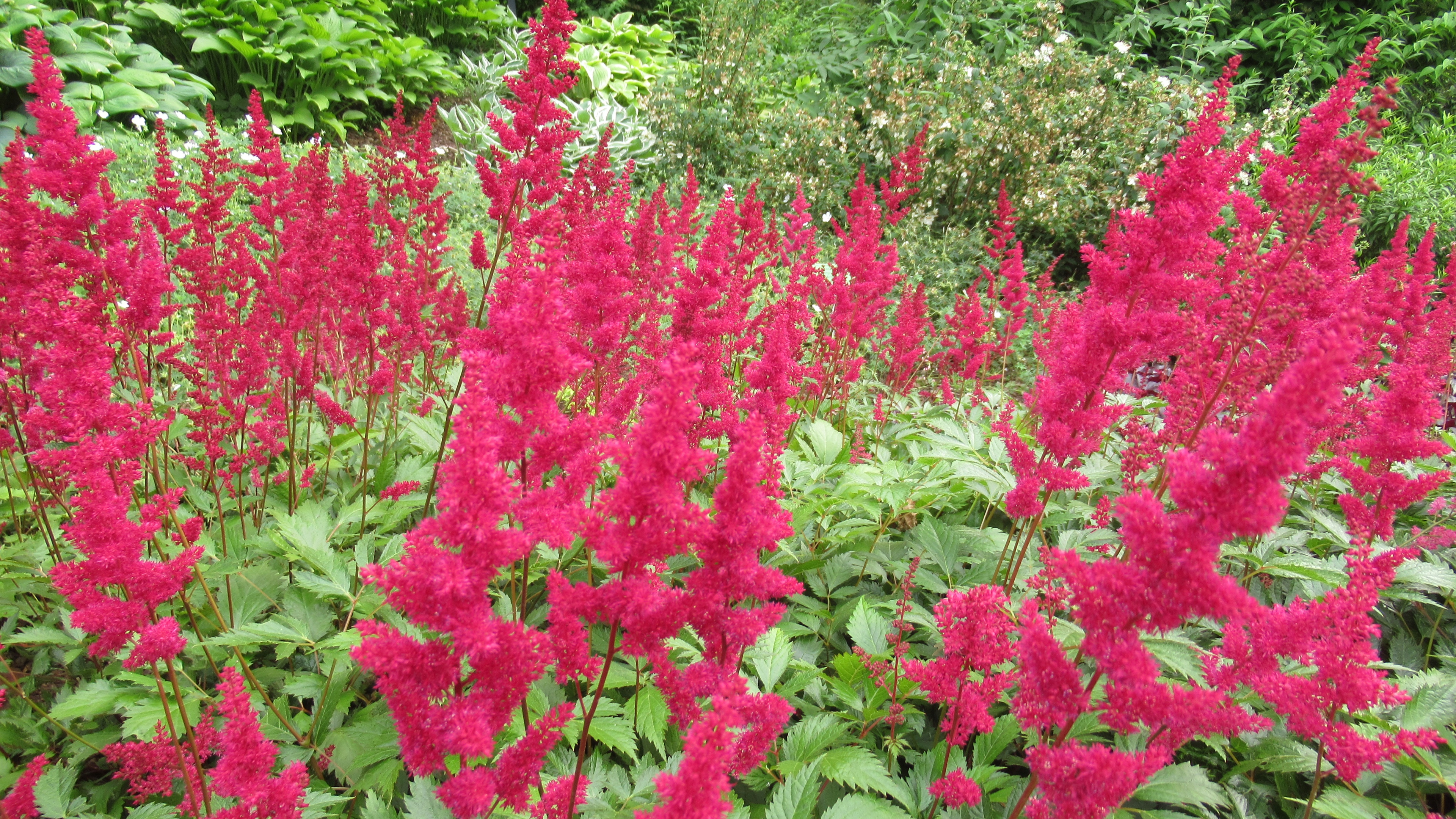
Tawułka Arendsa (A. × arendsii) odmiany 'Granat' w Arboretum w Wojsławicach

## Morfologia
PokrójByliny tworzące rozległe kępy, u niektórych gatunków rozrastające się za pomocą rozłogów. Osiągają do 1,5 m wysokości.
LiścieZamierające przed zimą, odziomkowe i łodygowe, dwu- lub trzykrotnie złożone, z listkami jajowatymi lub trójklapowymi, osadzonymi na krótkich ogonkach.
KwiatyDrobne, zwykle jednopłciowe, rzadziej obupłciowe, zebrane w wielokwiatowe (liczące do 2 tys. kwiatów), często gęste i złożone grona, czasem mających formę kłosów, tworzących wiechowaty kwiatostan złożony. Hypancjum białawozielone, przyległe do zalążni tylko u jej nasady na 1/4 jej długości, dlatego jest ona górna. Działek kielicha jest 5 lub 4. Mają one kolor biały, różowy lub czerwony. Płatków korony czasem brak lub jest ich 5, wówczas są zredukowane, drobne lub dłuższe, ale wąskie. Pręcików jest 10 lub 5, 8. Zalążnia jest dwu- lub trójkomorowa, z dwiema lub trzema szyjkami słupka.
OwoceWielonasienna torebka z dwoma dzióbkami. Nasiona mają luźną łupinę, stąd rozprzestrzeniane są przez wiatr.

## Systematyka
Pozycja systematyczna według Angiosperm Phylogeny Website (aktualizowany system APG IV z 2016)
Rodzaj Astilbe należy do rodziny skalnicowatych (Saxifragaceae), która jest rodziną siostrzaną dla agrestowatych (Grossulariaceae) i wraz z nią należy do rzędu skalnicowców (Saxifragales) w obrębie okrytonasiennych.
Wykaz gatunków
- Astilbe apoensis Hallier f.
- Astilbe biternata (Vent.) Britton
- Astilbe crenatiloba (Britton) Small
- Astilbe formosa (Nakai) Nakai
- Astilbe glaberrima Nakai – tawułka gładka
- Astilbe grandis Stapf ex E.H.Wilson (syn. A. koreana (Kom.) Nakai) – tawułka ziarnkowa, tawułka koreańska
- Astilbe hachijoensis Nakai
- Astilbe japonica (C.Morren & Decne.) A.Gray
- Astilbe khasiana Hallier f.
- Astilbe longicarpa (Hayata) Hayata
- Astilbe longipilosa Gilli
- Astilbe macrocarpa Knoll
- Astilbe macroflora Hayata
- Astilbe microphylla Knoll – tawułka drobnolistna
- Astilbe okuyamae H.Hara
- Astilbe papuana Schltr.
- Astilbe philippinensis L.Henry
- Astilbe platyphylla H.Boissieu
- Astilbe rivularis Buch.-Ham. ex D.Don – tawułka potokowa
- Astilbe rubra Hook.f. & Thomson (syn. A. chinensis (Maxim.) French. et Sav.) – tawułka czerwona, tawułka chińska
- Astilbe simplicifolia Makino – tawułka pojedynczolistna
- Astilbe thunbergii (Siebold & Zucc.) Miq. – tawułka Thunberga

Mieszańce
- Astilbe × arendsii Arends – tawułka Arendsa
- Astilbe × amabilis H.Hara
- Astilbe × photeinophylla Koidz.

## Zastosowanie i uprawa
Tawułki są roślinami ozdobnymi sadzonymi w ogrodach i parkach. Zalecane są do nasadzeń grupowych wraz z bylinami o podobnych wymaganiach (pełnikami, funkiami i paprociami). Wyhodowano liczne odmiany ozdobne różniące się barwą kwiatów, terminem kwitnienia i wysokością roślin. Wymagają gleb wilgotnych i dużej ilości wody zwłaszcza w okresie wiosennym. Przy odpowiednio wygodnym dostępie do wody tawułki mogą rosnąć w pełnym słońcu, w innym przypadku jednak najlepiej rosną w półcieniu. Są mrozoodporne, jednak w pierwszym roku po posadzeniu warto byliny okryć na zimę.